# Michaś Tkaczou

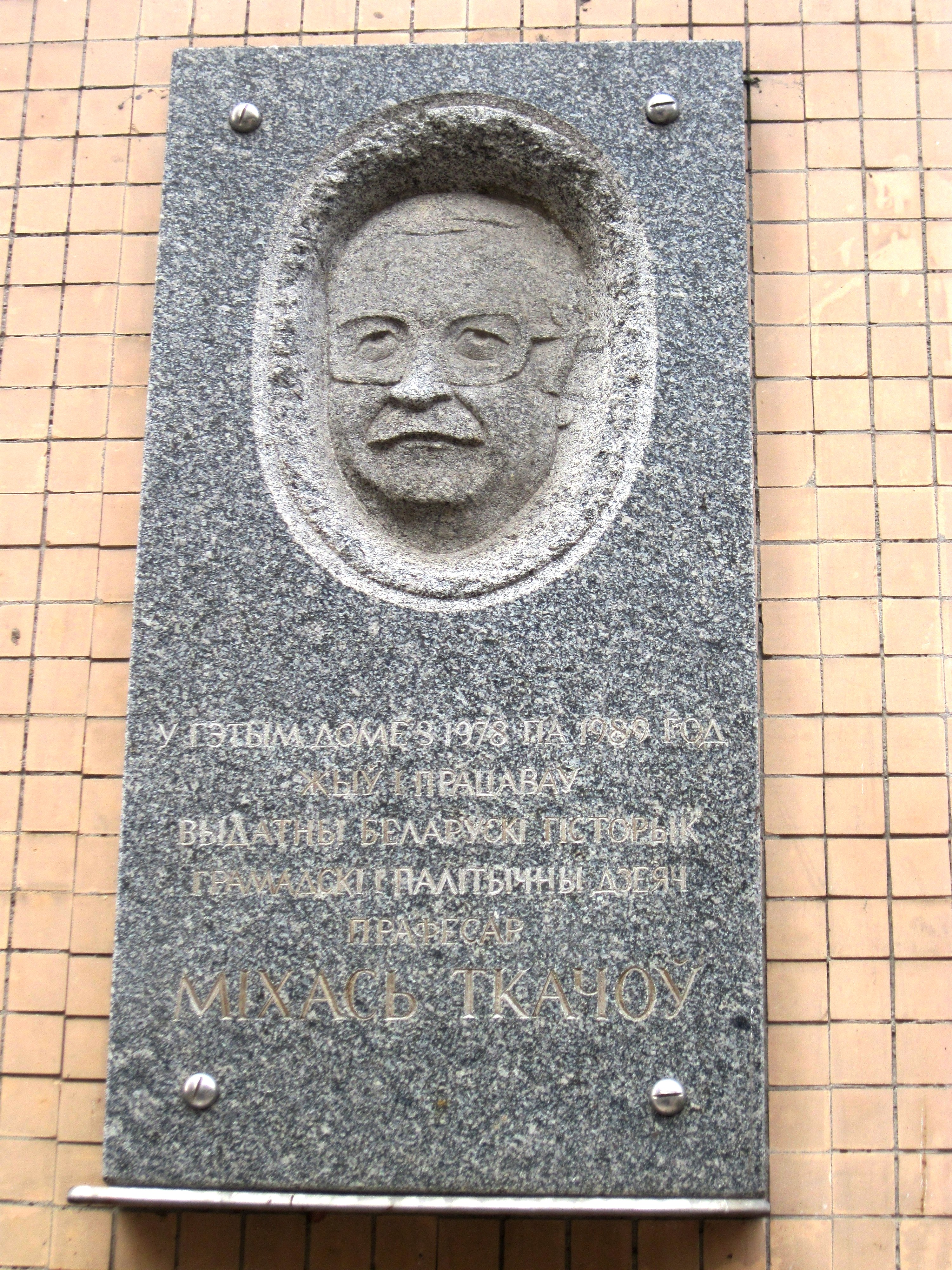
Tablica pamiątkowa

Michaił Alaksandrawicz Tkaczou (biał. Міхаіл Аляксандравіч Ткачоў, Міхась Ткачоў; ur. 10 marca 1942 r. w Mścisławiu, zm. 31 października 1992 r. w Mińsku) – białoruski archeolog i historyk. Specjalista w zakresie rozwoju militarnego i obronnego Białorusi w XIII-XVIII wieku. Twórca archeologii historycznej — nowego kierunku badań historycznych na Białorusi. Doktor nauk historycznych (1987), profesor (1989).

## Biografia
Urodził się 10 marca 1942 roku w Mścisławiu we wschodniej Białorusi. W 1964 ukończył studia na Wydziale Historycznym Białoruskim Uniwersytecie Państwowym w Mińsku. Był uczniem białoruskiego mediewisty Łaurencija Abecedarskiego. Już w latach studenckich zainteresował się średniowieczem i wbrew poglądom Abecedarskiego dostrzegł wartość kultury białoruskiej. Sam Tkaczou pisał o tym: W mojej duszy nastąpiła radykalna przemiana: uświadomiłam sobie, że żyję na tej ziemi nie jako jakiś pozbawiony korzeni człowiek, ale jako Białorusin, że mam kulturę, mam historię, o której niestety wiemy bardzo mało. 
W latach 1964–1968 pracował jako nauczyciel historii w szkole w Żodzinie. Tam się ożenił i tam urodził mu się syn. Wstąpił do KPZR. W latach 1968–1971 studiował Instytucie Historii Białoruskiej Akademii Nauk. W 1972 roku obronił pracę kandydata na temat „Społeczeństwo wojskowe Białorusi w XIII-XVIII wieku. (o pomnikach północno-zachodniej i południowo-zachodniej oraz Białorusi)”. W latach 1971–1978 był starszym pracownikiem naukowym w Zakładzie Archeologii Instytutu Historii Akademii Nauk BSRR. Gdy w 1978 roku uruchomiono Uniwersytet im. J. Kupały w Grodnie, przeprowadził się tam i od 1978 roku wykładał historię, otrzymując w 1989 roku tytuł profesora. W latach 1983–1985 był kierownikiem Katedry Historii ZSRR i BSRR. W 1987 roku obronił pracę doktorską na temat „Organizacja obrony miast Białorusi w XIV-XVIII wieku”. 
W 1989 roku powrócił do Mińska i zaangażował się w politykę, stając się kandydatem na Zjazd Deputowanych Ludowych ZSRR, jednak rozczarowany tym doświadczeniem wystąpił z KPZR. Od 1989 roku był kierownikiem redakcji historii Białorusi wydawnictwa „Encyklopedia Białoruska imienia Piatrusia Brouki”, a od kwietnia 1992 roku był redaktorem naczelnym tego wydawnictwa.
Założyciel (1986) i szef klubu historyczno-kulturalnego „Pachodnia” w Grodnie, który wiele zrobił, aby przywrócić pamięć historyczną Wielkiemu Księstwu Litewskiemu. W 1991 r. wybrany przewodniczącym Białoruskiej Socjaldemokratycznej Hramady.
Zmarł 31 października 1992 w Mińsku. Został pochowany w Mińsku na cmentarzu Wschodnim.

## Działalność naukowa
Studiował rozwój militarny i obronny, kulturę materialną i architekturę białoruskich miast XI-XVIII w.: Witebska, Holszan, Homla, Grodna, Zasławia, Kamieńca, Krewa, Lidy, Mira, Nowogródka i innych. 
Jeden z autorów książki „Eseje o archeologii Białorusi” (tom 2, 1972), „Historia sztuki białoruskiej” (t. 1-2, 1987-1988). 
Jako pierwszy w historiografii białoruskiej prześledził genezę, ewolucję i etapy rozwoju zamków i systemów obronnych osad, a także organizację obronności białoruskich miast.
Inicjator powstania encyklopedii „Archeologia i Numizmatyka Białorusi”, „Encyklopedia Historii Białorusi”. Napisał około 200 prac naukowych.
Jego uczniami byli m.in: Aleh Trusau, Alaksandr Kraucewicz, Hienadź Sahanowicz.

## Uczczenie pamięci
W Grodnie, w domu przy al. Budawnikowa 27, w którym mieszkał i pracował M. Tkaczou, wmurowano tablicę pamiątkową ku jego czci. Napis na tablicy głosi: „W latach 1978–1989 mieszkał i pracował w tym domu wybitny białoruski historyk i działacz polityczny Michaś Tkaczou”.